# Apterocis vagepunctatus
Apterocis vagepunctatus là một loài bọ cánh cứng trong họ Ciidae. Loài này được Blackburn in Blackburn & Sharp miêu tả khoa học năm 1885.